# اینهیسار
اینهیسار (به ترکی استانبولی: İnhisar) یک منطقهٔ مسکونی در ترکیه است که در استان بیله‌جک واقع شده‌است.